# Gonzalo Silvestre
Fue integrante de la expedición de Hernando de Soto a la Florida en 1538. Gracias a la memoria y al conocimiento de las comarcas norteamericanas que recorrieron los expedicionarios de Hernando de Soto, Gonzalo Silvestre proporcionó a Garcilaso de la Vega "El Inca" la temática para su obra "La Florida del Inca".

## Biografía
El Capitán Gonzalo Silvestre nació en Herrera de Alcántara (Cáceres) y murió en Posadas (Córdoba) en 1592, donde pasó los últimos años de su vida. Era hijo de Gonzalo Sancho e Isabel Morena. Fue integrante de la expedición de Hernando de Soto a la Florida en 1538, y como amigo personal y hombre de confianza del caudillo extremeño, estuvo con él en contacto permanente durante todo el periplo que hicieron, desde que salieron de España hasta recorrer parte del territorio de Estados Unidos, como efectuaron sus compañeros de aventuras, los extremeños Juan de Maya y Pedro Alonso Galeas entre otros, que después de subir desde la península de La Florida, recorrieron la gran distancia que hay desde Carolina del Norte hasta Tennessee, Arkansas, Oklahoma y Texas, bajando después hasta el territorio mexicano. 
Cuando en las cercanías del nacimiento del río Rojo muere de Soto en 1542, los componentes de la expedición, bajo la dirección de Luis de Moscoso, deciden abandonar el proyecto explorador norteño y buscar el amparo de tierras conocidas que ya dominaban los españoles. Caminando hacia el sur por los territorios del actual estado de Texas y pasando toda clase de calamidades, menos de 300 hombres de los 1000 que componían inicialmente la expedición, en septiembre de 1543, llegaban a Pánuco en la comarca mexicana.

## Camino del Sur
Una vez que han recibido la hospitalidad de los españoles  que las complementen. 
En el Perú, el capitán Gonzalo Silvestre se enrola en las filas de Diego Centeno y al ser ejecutado el virrey Blasco Núñez Vela en la batalla de Iñaquito, Centeno que se mantiene fiel al Poder Real, se enfrenta a Gonzalo Pizarro y tratando de restablecer el orden, le desafía valientemente, pero será derrotado por las fuerzas de Gonzalo en la batalla de Huarina.
En esa ocasión, Gonzalo Silvestre queda a la deriva sumado a los acontecimientos del territorio peruano, y cuando llega Pedro de La Gasca se sumará a las fuerzas reales; participa en los acontecimientos posteriores y cuando es derrotado Gonzalo Pizarro y se ha pacificado el Perú, volverá a España. Anteriormente y durante su estancia en Cuzco, Silvestre conoció al inca  Garcilaso de la Vega y debieron de cambiar impresiones sobre la participación de Silvestre en la expedición de Hernando de Soto a La Florida.

## La Florida del Inca
La nostalgia del terruño y la soledad aparente, eran los acicates más sobresalientes que unían a aquellos hombres en tan alejados territorios y en tan especiales circunstancias. Gonzalo Silvestre era uno de los españoles que regularmente acudían en el Cuzco a las tertulias amigables en la casa de Sebastián Garcilaso de la Vega, padre del inca Garcilaso cuando este tenía pocos años. 
En aquella casa se reunían varios conquistadores donde en las sobremesas de sus jornadas festivas, cada uno relataba sus experiencias conquistadoras; el jovencito inca Garcilaso escuchaba con placer aquellos relatos e iba armando en su mente el deseo de escribirlos cuando fuera mayor. Después que muere su padre en 1559, apoyado por un saneado patrimonio familiar, Garcilaso marchaba a España para ampliar su cultura.  
En 1560 Gonzalo Silvestre y el inca Garcilaso, marchaban a España y se encontraban en Madrid cuando iban a solicitar mercedes; el uno por su contribución personal a la conquista americana, y el otro a reclamar honores por la contribución que había hecho su padre a la contienda peruana. Después de este encuentro en la Corte y de permanecer en Madrid algún tiempo, cada uno regresaba a su lugar. El inca se establecía en Montilla (Córdoba) en casa de su tío, y Silvestre, en vez de instalarse en su pueblo natal, pasaba a vivir en Posadas, un pueblo de la provincia de Córdoba. 
Es muy probable que, en sus frecuentes encuentros, ambos concertaran escribir el relato de la expedición de Hernando de Soto, ya que Silvestre era hombre de alguna cultura, puesto que en el manuscrito del Inca insertaba algunas notas críticas. Para llevar a cabo tal proyecto, el Inca viajaba con frecuencia desde Montilla hasta Posadas, y cuando se instaló en Córdoba, se seguían produciendo las frecuentes visitas al pueblo de Posadas hasta que Gonzalo Silvestre moría en 1592. Gracias a la paciencia y al interés histórico de ambos personajes, el relato épico de “La Florida del Inca” quedó materializado para las generaciones futuras.